# Киносура (мыс, Саламин)
Киносура (греч. Ακρωτήριο Κυνόσουρα, др.-греч. Κυνοσούρα, лат. Kynosoura, Cynosura — «Собачий хвост») — мыс в Греции, крайняя восточная оконечность одноимённого полуострова на восточном берегу острова Саламин, ближайшей к Аттике части острова, к северо-западу от островов Пситалия и Аталанди и порта Пирей. Наивысшая точка — холм Киносура высотой 37 м над уровнем моря. Западнее находится одноимённое село в сообществе Амбелакия в общине Саламин в периферийной единице Острова в периферии Аттика.

## История
На мысе Киносура находилась могила собаки Ксантиппа, отца Перикла. Преданный пес, не перенеся разлуку с хозяином, бросился в море и плыл за его триерой. Ему удалось доплыть до острова Саламин, но, выбравшись на берег, собака тотчас умерла от изнеможения. На этом месте ей воздвигли памятник Киноссема (др.-греч. Κυνός σῆμα, лат. Cynossema — «собачья могила»), который можно было видеть столетия спустя, о чём упоминает Плутарх.
Мыс Киносура упоминает Геродот при описании битвы при Саламине в 480 году до н. э. Персы послали отряд для высадки десанта у мыса Киносура, но высадка не удалась. На Киносуре Фемистокл воздвиг трофей в честь великой победы, одержанной им над персидским флотом.
На полуострове Киносура похоронены греки, павшие в битве при Саламине. Установлен мемориал работы скульптора Ахиллеаса Василиу (Αχιλλέας Βασιλείου).
В период османского владычества мыс назывался Айия-Варвара (Αγία Βαρβάρα, мыс св. Варвары). Переводчик Геродота Пьер-Анри Ларше отождествлял Киносуру с одноимённым мысом на восточном берегу Аттики, к востоку от Марафона. С Ларше не согласился Уильям Мартин Лик. Он с Киносурой отождествил мыс св. Варвары. Лика поддержал издатель Геродота Генрих Штайн и издатель Fragmenta Historicorum Graecorum Карл Мюллер. Историк античности Джордж Грот, автор 12-томной «Истории Греции» не согласился с Ликом и считал Киносурой неизвестный пункт на аттическом берегу, расположенный южнее.